# Urschalling

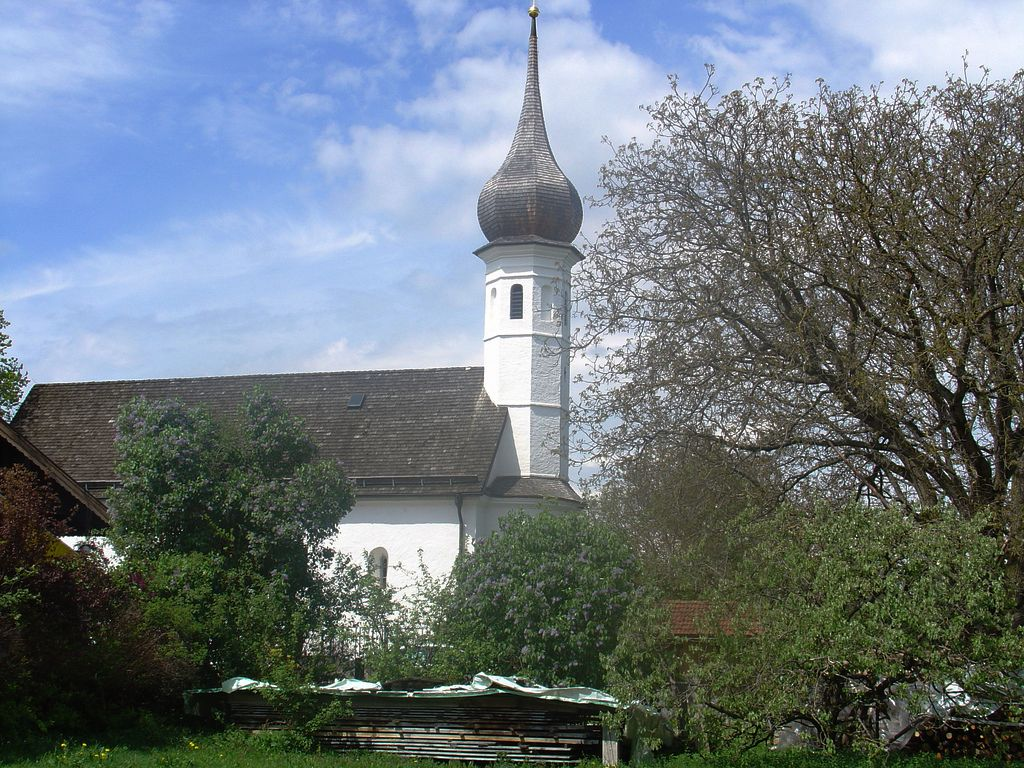
Mittelalterliche Kirche St. Jakobus in Urschalling

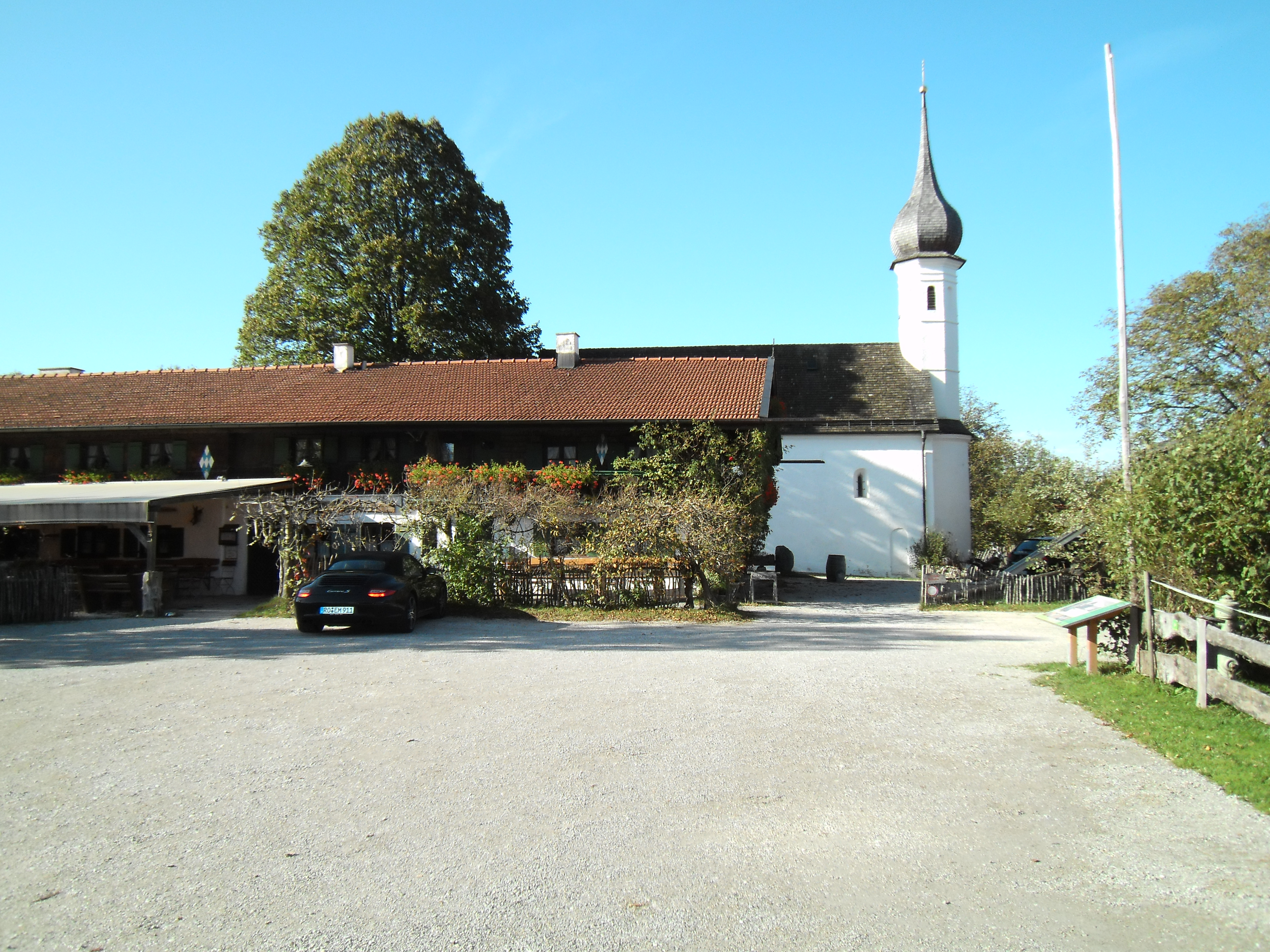
Traditionsgaststätte Mesner Stub'n, mit ihrem Biergarten davor und der Dorfkirche St. Jakobus im Hintergrund

Urschalling ist ein Ortsteil der oberbayerischen Gemeinde Prien am Chiemsee.

## Geographische Lage und Verkehrsanbindung
Der Ort liegt im Chiemgau an der südlichen Peripherie von Prien am Chiemsee, etwa zwei Kilometer vom Ortskern entfernt, auf einer Anhöhe westlich der Verbindungsstraße Prien–Bernau und nördlich der A 8. Von der A 8 aus ist er über die Autobahnabfahrt Bernau zu erreichen.
Urschalling hat einen Haltepunkt an der Chiemgaubahn, einer 9,6 Kilometer langen, einspurigen Strecke. Hier pendelt ein Triebwagen zwischen Prien und Aschau im Chiemgau.

## Geschichte

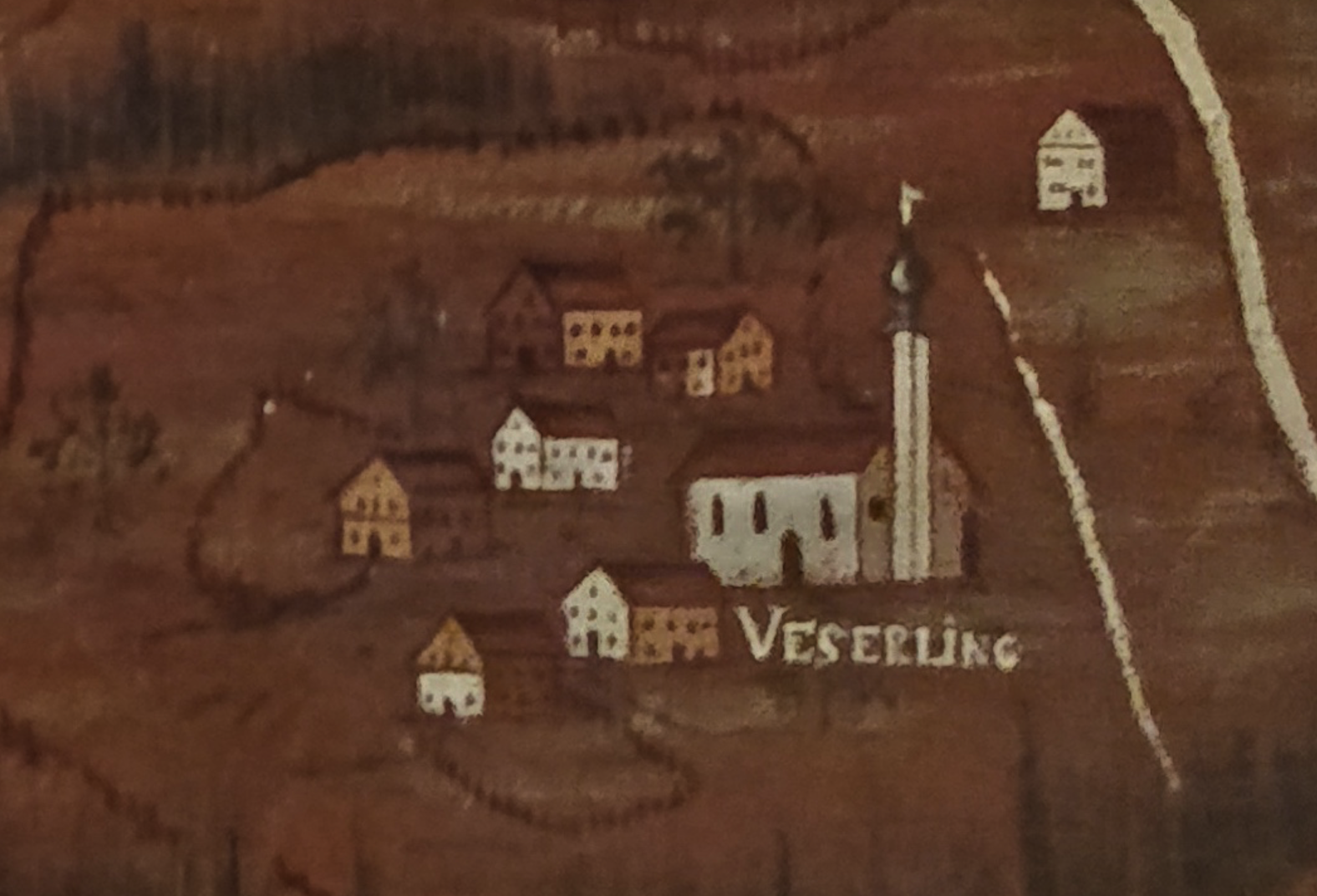
Urschalling auf einer historischen Landkarte

Die Anfänge des kleinen Kirchdorfs gehen auf das 9./10. Jahrhundert zurück. Um 1804 gab es dort lediglich sechs Häuser und eine kleine Kirche. Es wird angenommen, dass das Dorf seinen Namen einem Gründer namens Udalschalk verdankt; denn in alten Urkunden tauchen die Namen Uschalchen und später Uescheling auf, woraus dann der heutige Dorfname wurde. Udalschalk († ca. 1110) war jedenfalls auch der Name eines Abtes des Klosters Tegernsee, eines Sohns des im Inntal und im Chiemgau einflussreichen Grafen Gerold von Neuburg und Bruders Sibotos I. von Neuburg-Falkenstein. Der reich begüterte Abt, der das Kloster Dietramszell mitbegründet hatte, dürfte auch die Kirche von Urschalling gestiftet haben.
Im Hochmittelalter gehörte der Ort zum Herrschaftsbereich der Grafen von Neuburg-Falkenstein. In Urschalling bauten sie wohl zwischen 1160 und 1200 eine Wehranlage oder Burg, und zwar in unmittelbarer Nachbarschaft der heutigen Dorfkirche. Die Burganlage, die sich nördlich an die Kirche anschloss, ist seit langem verschwunden.
Nach dem Aussterben der bayerischen Linie der Falkensteiner im 13. Jahrhundert wechselten die Besitzer der Ortschaft häufig. Längere Zeit, bis zum Anfang des 19. Jahrhunderts, gehörte Urschalling zur Herrschaft Wildenwart (wie auch der benachbarte Markt Prien am Chiemsee, der seinerzeit noch ein Dorf war). Nach der Zusammenlegung der Herrschaft Wildenwart mit der Herrschaft Hohenaschau lag die Gerichtsbarkeit von Urschalling von 1813 bis zur Revolution von 1848 in den Händen des neu gebildeten Patrimonialgerichts mit Sitz in Prien.
Einige landwirtschaftlichen Betriebe sind erhalten geblieben und prägen bis heute das ländliche Bild der Ortschaft, die aus einem Konglomerat von wenigen Gehöften und Wohnhäusern besteht. Am Ort gibt es außerdem Handwerksbetriebe und ein Ladenlokal, in dem gegenwärtig (2011) Sonnenschirme verkauft werden, aber sonst keine weiteren Einzelhandelsgeschäfte. Neben der Dorfkirche befindet sich in einem in Holzblockbauweise ausgeführten Gebäude des 17. Jahrhunderts die Traditionsgaststätte Mesner Stub’n.

### Entwicklung der Einwohnerzahl
- 1825: 41 (in sechs Häusern)[6]
- 1869: 50[7]
- 2011: ca. 150

## Kirche St. Jakobus
Kulturhistorisch bedeutsam ist die kleine St.-Jakobus-Kirche aus dem Hochmittelalter, deren Grundsteinlegung wahrscheinlich um die Wende vom 11. zum 12. Jahrhundert erfolgte und die später als Burgkapelle einer etwa zwischen 1160 und 1200 errichteten auswärtigen Burganlage der Grafen von Falkenstein diente, die auf ihrer Hauptburg unterhalb des Petersbergs bei Flintsbach am Inn sesshaft waren. Die Kirche beherbergt kunsthistorisch wertvolle Fresken des 12. und 14. Jahrhunderts, darunter das Dreifaltigkeitsfresko Urschalling.
Die Fresken, die auffallend viele Frauengestalten enthalten, wurden zwischen dem 17. und dem 19. Jahrhundert mehrfach übertüncht – auch nochmals nach einer Wiederentdeckung im 19. Jahrhundert – und kamen im Jahr 1923 eher zufällig wieder ans Tageslicht. Sie wurden seit 1940 in Abständen von Jahren in mehreren Kampagnen aufwendig freigelegt und restauriert und stehen heute zur Besichtigung offen.